# 瓦伦西亚自治区议会
瓦伦西亚自治区议会（西班牙語：Cortes Valencianas，瓦伦西亚语：Les Corts 或 Corts Valencianes），简称“瓦伦西亚议会”，是《瓦伦西亚自治区自治条例》规定的瓦伦西亚自治区政府（Generalidad Valenciana）的立法机构，也即该自治区的立法机构。它通过由直接、自由且秘密的普选产生的议员来代表瓦伦西亚人民，其所在地为瓦伦西亚市的贝尼卡洛宫。
该名称沿用了历史名称，但其代表制度、职权范围和运作方式与旧制度下的瓦伦西亚议会并不相同；后者代表了三个阶层：教会、贵族和王室。